# Renard de Teumesse
Pour les articles homonymes, voir Renard (homonymie).
Œuvres principales
Cycle thébain
Dans la mythologie grecque, le renard de Teumesse (en grec ancien ἀλώπηξ Τευμησσοῦ / alốpex Teumêssoû) est une créature fantastique rattachée au Cycle thébain (il est attesté dans un fragment des Épigones).
Les auteurs antiques ne rapportent rien sur ses origines, ce qui rend douteuses les indications de parenté parfois données (Typhon ou Gaïa, comme de nombreux autres monstres).
Destiné à ne jamais pouvoir être attrapé, il est envoyé par les dieux (Dionysos selon Pausanias) pour terroriser les Thébains du temps de la première régence de Créon (le motif de cette vengeance n'est pas clair). Son rôle apparaît donc assez semblable à celui du Sphinx ; d'ailleurs, dans un fragment de Corinne, Œdipe débarrasse Thèbes des deux monstres. Cependant, selon la version la plus répandue (représentée par le pseudo-Apollodore), Créon demande à Amphitryon de s'en charger. Celui-ci demande alors à Céphale d'intervenir avec Lélaps, un chien divin destiné à ne jamais manquer sa proie. Lors de la poursuite qui s'ensuit, Zeus change les deux animaux en statues de marbre pour résoudre la contradiction (un chien infaillible contre un renard insaisissable).

## Sources
- Antoninus Liberalis, Métamorphoses [détail des éditions] (XLI).
- Pseudo-Apollodore, Bibliothèque [détail des éditions] [lire en ligne] (II, 4, 6).
- Corinne (fr. 672 PMG).
- Épigones (fr. 4 PEG).
- Hygin, Astronomie [détail des éditions] [(la) lire en ligne] (II, 35).
- Ovide, Métamorphoses [détail des éditions] [lire en ligne] (VII, 748 et suiv.).
- Pausanias, Description de la Grèce [détail des éditions] [lire en ligne] (IX, 19, 1).